# オンズロー (駆逐艦・2代)
オンズロー (HMS Onslow) はイギリス海軍の駆逐艦。O級の嚮導艦。

## 艦歴
ジョン・ブラウン社で建造。1939年9月3日発注。1940年7月1日起工。1941年3月31日進水。6月3日、爆弾の爆風によって上部構造物に被害を受けた。10月8日竣工。船体、機関及び補機を合わせた費用は41万6942英ポンドであった。
オンズローはイギリス本国艦隊に所属し、主に北極海輸送船団の護衛（第二次世界大戦中の北極海における輸送船団）に従事した。また、1942年のハープーン作戦の際には地中海へ、1944年中期のノルマンディー上陸作戦前後にはイギリス海峡へ分遣された。オンズローの最も有名な働きは、1942年にバレンツ海海戦でロシアへ向かうJW51B船団を護衛した時のものだった。この戦いでオンズローは大破し、艦長のロバート・シャーブルックは重傷を負ったが、オンズローを含む船団護衛艦はドイツの重巡洋艦アドミラル・ヒッパーの攻撃を退けることに成功した。
終戦後の1945年11月、オンズローは「デッドライト作戦」の本部となった。これはUボートを自沈処分のためにライアン浦 (Loch Ryan) からブラッディ岬 (Bloody Foreland) へ移動させる任務だった。1947年8月にはポーツマスで潜水艦の標的艦や対潜試験艦として使われていた。
1947年11月3日、カテゴリーB1予備役となる。
1948年に「オファ」とともにパキスタンへ売却されることとなり、「オンズロー」は1949年9月30日に引き渡されて「ティプー・スルターン (Tippu Sultan)」となった。
1954年、ティプー・スルターンはマルタで改修を受けた。1957年から1959年には、バーケンヘッドで16型フリゲート仕様に改造された。
1980年に除籍された。